# Corrado d'Altamura
Corrado d'Altamura és una òpera en un pròleg i 2 actes composta per Federico Ricci sobre un llibret en italià de Giacomo Sacchéro. S'estrenà al Teatro alla Scala de Milà el 16 de novembre de 1841. A Catalunya s'estrenà el 21 de maig de 1843 al Teatre Principal el i es presentà el 9 de novembre de 1851 al Gran Teatre del Liceu.

## Argument
L'òpera es desenvolupa a la Sicília del segle xii, la trama dramàtica compta de la traïció i venjança entre Roggero, el duc d'Agrigent i el seu antic amic i tutor, Corrado, a la filla del qual, Delizia, Roggero ha promès el matrimoni només per trencar els seus vots.	